# 穆斯林·本·哈加吉
穆斯林·本·哈加吉（815年后 – 875年5月）是一位来自內沙布爾的烏理瑪以及聖訓學者。他具有阿拉伯人血统。 他也是穆斯林聖訓實錄的作者。穆罕默德·伊本·伊斯梅尔·布哈里當過他的老師，提尔密济是他的学生。